# 臺南地方法院 (古蹟)
原臺南地方法院，是位於臺灣臺南市中西區的前辦公廳舍，過去曾作為臺灣臺南地方法院的第二代廳舍使用，該棟建築見證了臺灣重要司法的歷史。因爲臺灣現存歷史最悠久的大型法院建築等文化價值，當前該建築已指定為中華民國直轄國定古蹟。
在經過修復計畫後，修復完成的建築則由司法院規劃為「司法博物館」開放民眾參觀，以司法文物之蒐集、展示、保存等相關議題作為主展示領域，此外建築廳舍也曾譽為日治時期臺灣三大建築之一。

## 沿革

### 日治時期
日治時期，最初在司法事務的處理採取地方行政官兼理司法事務的方式，刑事裁判由「警察部」掌管、民事裁判由「縣內務部」掌管，後在臺灣總督府於明治29年（1896年）5月1日公布「臺灣總督府法院條例」，臺灣的司法制度改為地方法院、覆審法院、與高等法院三級三審制，當時高等法院與覆審法院僅臺北有設，各縣之下只有部分支廳可以設立地方法院，而臺南地方法院則建於清治時期府城的萬壽宮及縣文廟一帶。最初曾暫置於前清道署衙門後的斐亭，而後隨司法制度的革新，臺南地方法院的官署地位也日益提升。明治31年（1898年）7月19日廢除高等法院，變更為二級二審制，此時僅剩臺北、臺中、臺南三縣設有地方法院。而在明治37年（1904年）3月31日臺中地方法院遭裁撤，直到明治42年（1909年）才又恢復為三個地方法院，
根據木山榮村所提出「臺南地方法院廳舍宿舍敷地調查紀錄書」內容顯示，早於明治34年（1901）9月，臺南地方法院選擇以清治時期馬兵營街福安坑溪南岸（後編為南門町二丁目）作為新院址，此帶也是歷史學家連橫的宅邸所在地，不過歸因當時總督府經費預算不足，以致新廳舍的建置規劃遭到延宕，後歸因原有廳舍不堪使用，在社會輿論與臺南辯護士會（律師公會）的持續關注下，官方又再次展開籌建工程，明治44年（1911年）11月，新法院廳舍開始興建，建築物由總督府營繕課森山松之助（一說為小野木孝治）設計，由臺南市櫻井組負責營造工程，總經費為12萬9800圓，最終至大正3年（1914年）2月27日，臺南地方法院新廳舍落成啟用，同年3月9日臺南地方法院正式搬遷至新廳舍辦公，並在當天舉行法院移廳式及新廳舍落成式。
大正4年（1915年），西來庵事件發生後，余清芳與其同伴8人在8月22日被捕，同年8月20日，臺灣總督府就在此設建築第三法庭設立臨時法庭，25日開始對其審判，至10月30日定讞，不過審判名義機關實為當時緊急時期而成立並以第一審為終審之臨時法院，並非以台南地方法院之名義判決。在日治後期，歸因所管轄區增大，臺南地方法院因而在嘉義、高雄之轄區設立支部。

### 戰後至今
1945年，國民黨接收臺灣，臺灣高等法院指派時任本院判官（即現今所稱之法官）的洪壽南先生（後曾任司法院副院長、總統府資政等職）兼代院長並辦理接收事宜；12月21日，國民政府於調整行政區名稱之同時並正式將臺南地方法院更名為「臺灣臺南地方法院」，轄區與日治時期相同。依法院組織法及地方法院及其分院處務規程改組後繼續沿用，在民國五十八年（1969年）時因高塔牆壁龜裂之之慮，經成功大學鑑定為危樓後，由司法行政部撥付專款，將西側的高塔拆除，建築後經雖歷數次修繕，原因不敷公務使用擬拆除重建
內政部於1991年4月2日召開全國古蹟會議後，公告指定本建築為國家二級古蹟，公告文號為台（80）內民字第921648 號，使得地方法院獲得保留，成為臺灣第一批被正式列級之日治時期建築之一。後則於1997年升格為所轄國定古蹟，原地方法院單位直到2001年4月臺南地方法院搬遷至安平五期重劃區的新址。
原廳舍在1998年3月由司法院提出司法改革具體措施，明定成立「司法文物陳列館」之政策後，於2002年組成司法博物館籌備委員會，開始著手文物蒐集、史料研究、古蹟修復等規劃，最終原廳舍於2009年開始進行整修工程，由葉世宗建築師事務所負責修復設計，除了部分移交給高雄高等行政法院設立臺南庭外，原廳舍在須依原貌保存後，則規劃作為司法博物館:133廳舍使用，於2016年11月8日起開放參觀，並舉行司法文物特展，展出許多早期的司法文物，如公文與判決書等。

## 建築設計
原臺南地方法院主體莊嚴宏偉，為坐南朝北，採磚造，建坪886坪，樣式為西方古典風格，在建築量體中為非對稱性設計，其建築外觀與內部構造使用許多西方常見的建築語彙為設計，並根據建築用處功能明晰的空間分配規劃，圍牆出入口門柱為日人興建院舍時所建，其中圍牆部分在戰後改建以孫文手書〈禮運大同篇〉為主題的鏤空水泥圍牆，後在修復工程時，因審議委員認為該雖非古蹟但仍為歷史痕跡，有串連古蹟建築的歷史意義，因而保留。

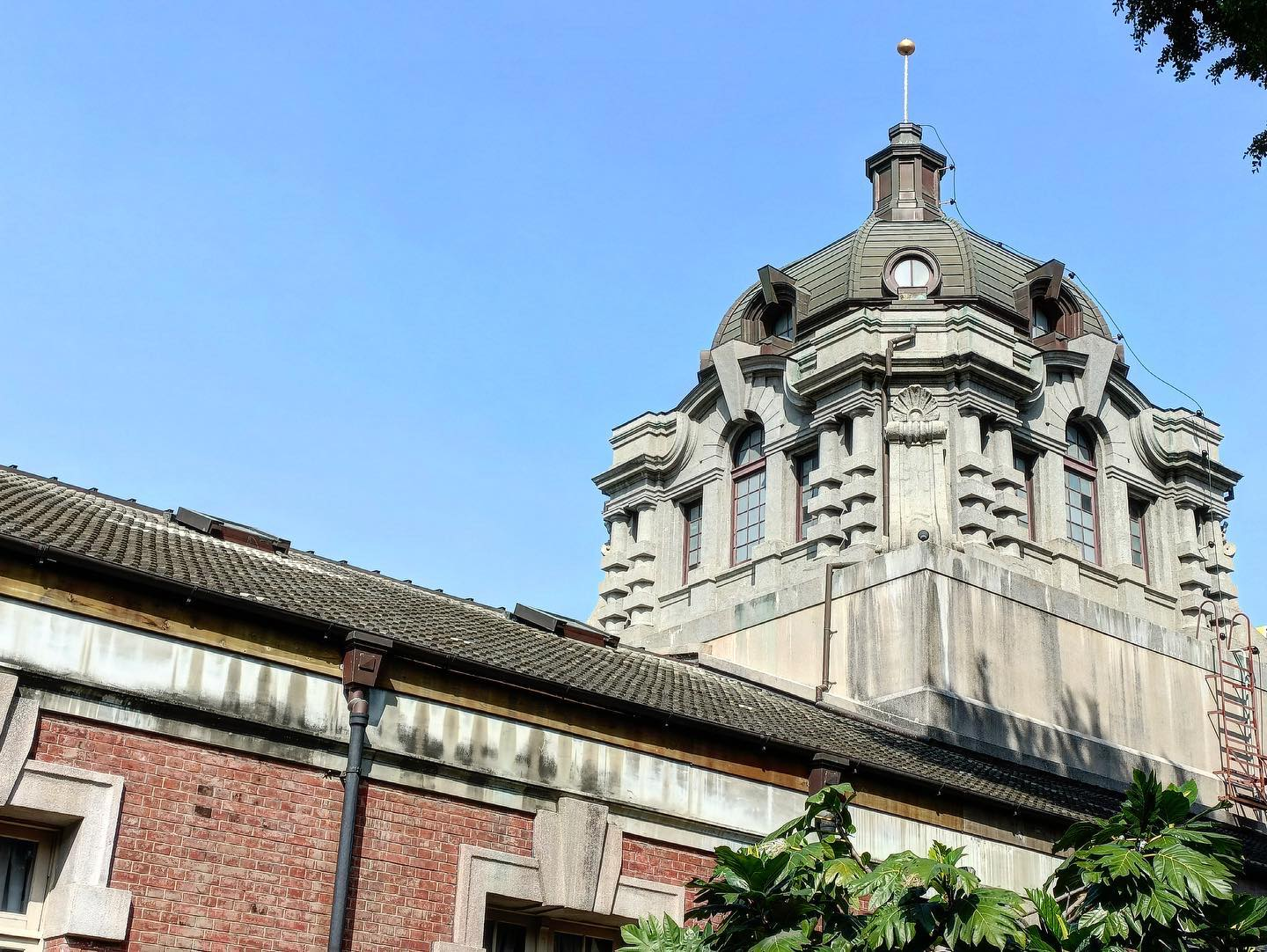
臺南地方法院的圓頂。
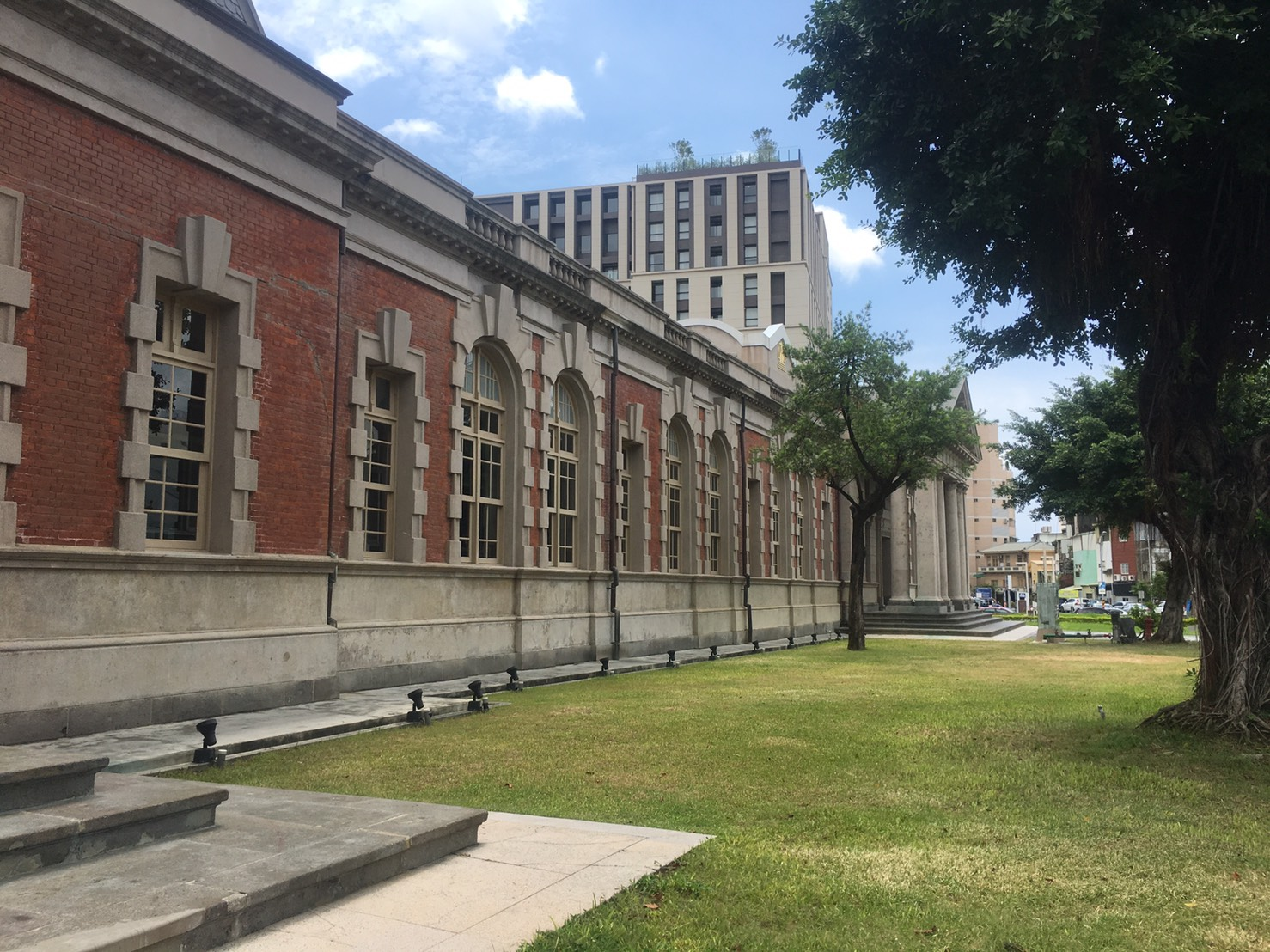
臺南地方法院的立面設計。
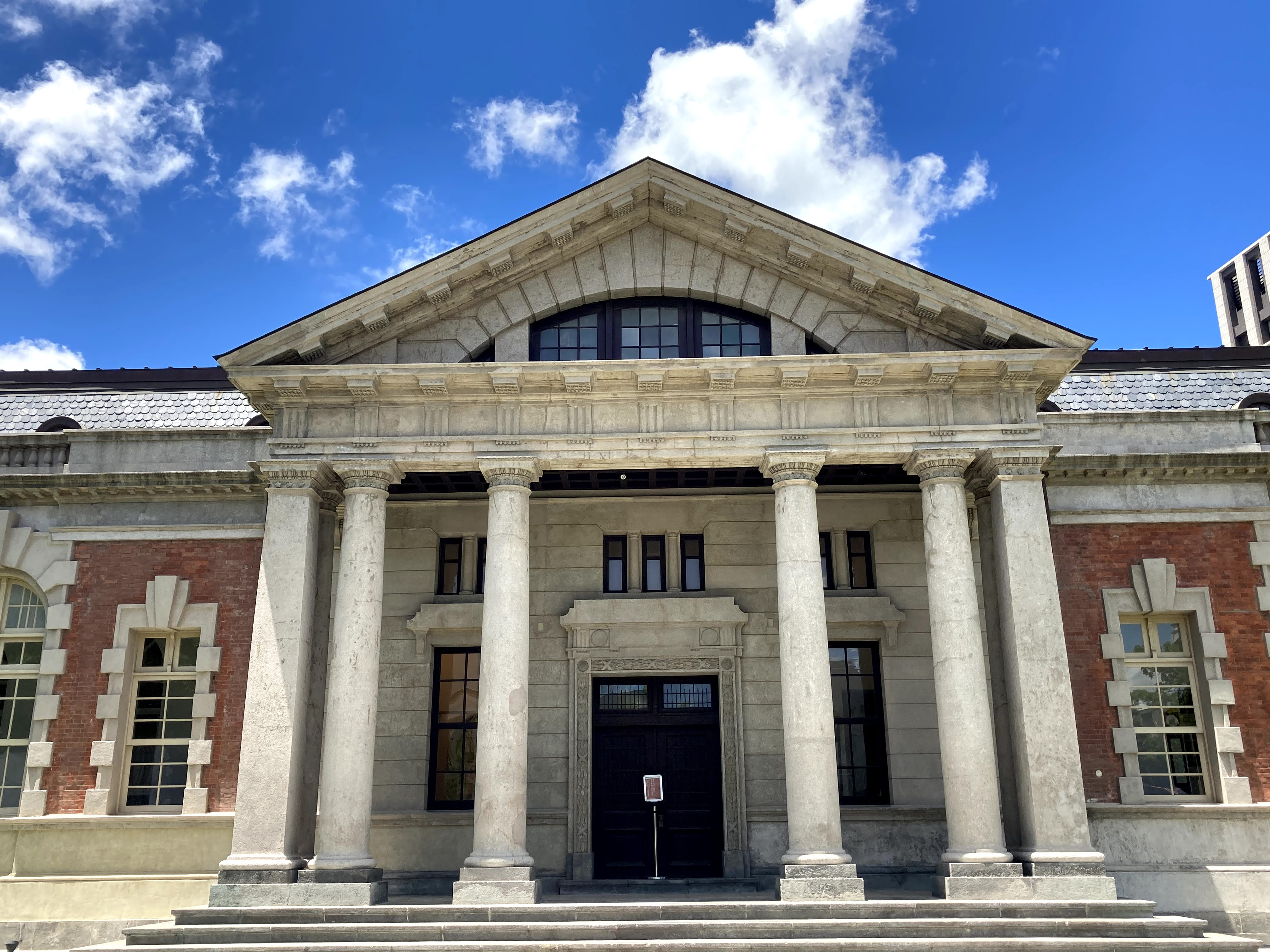
臺南地方法院西側的次入口，也是昔日高塔的所在位置
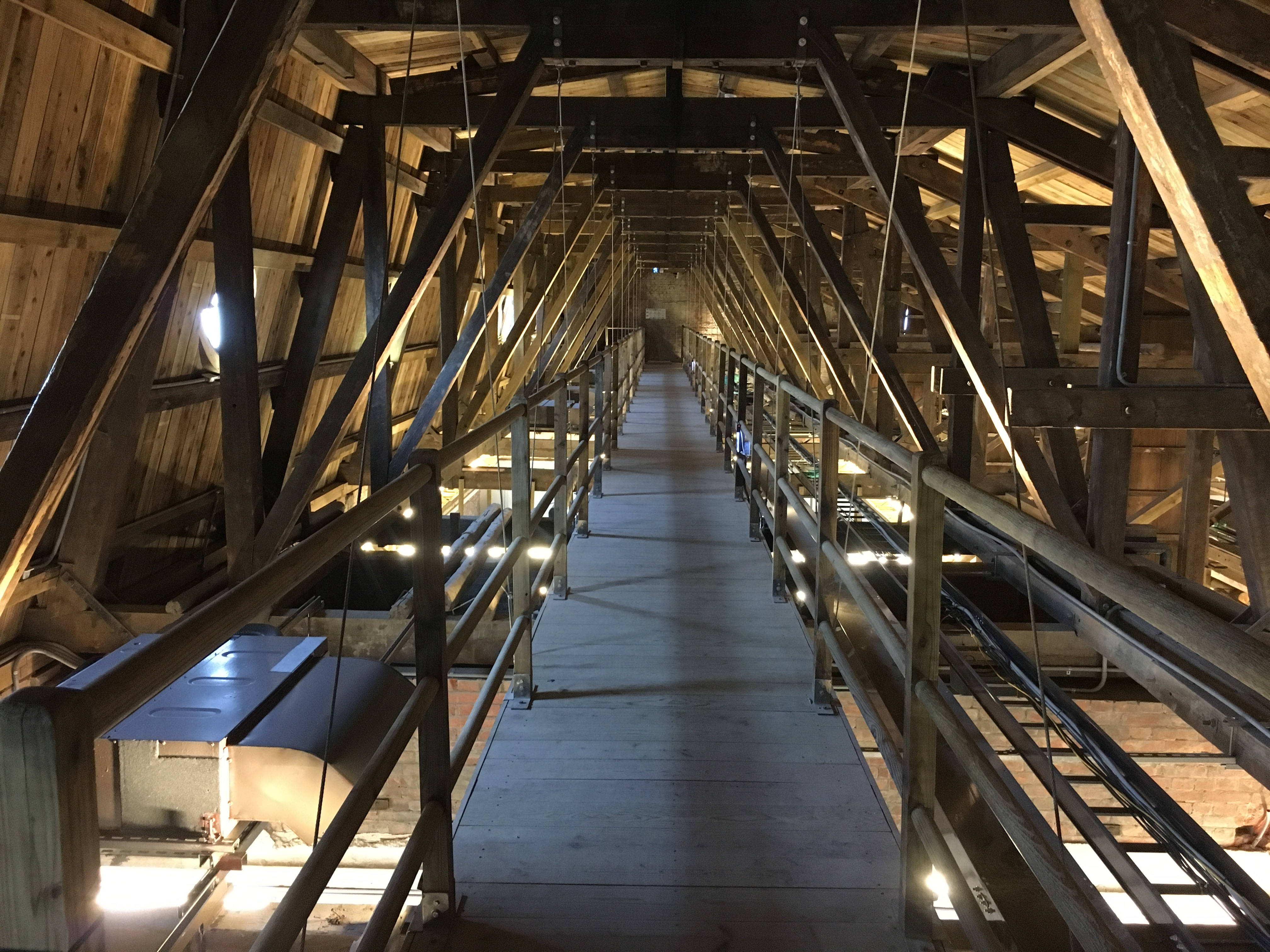
臺南地方法院屋頂中的貓道。過去為維修人員進出屋頂內部所出入空間

原臺南地方法院的建築設計共有兩個出入口，主入口位於北面東側，次入口則位於北面西側，另在西面還有一個假門廊。。主入口過去提供法院工作人員及政府人士所專用，其門廊設有古典山牆，正門上面有一個平拱拱心石、周圍柱子由八根變形柱組成，兩邊角落各立三根愛奧尼克柱式與複合式柱子為一組，中間則為兩根獨立圓柱:135，柱子中心處設有吉布斯環（Gibbs surround）之古典語彙裝飾，山牆上則設有八角柱圓拱頂的巴洛克式圓頂，八個面各有一個圓窗，屋瓦則為銅板瓦。
大廳部分，除了中心每三根一組的12根柱子外，門廳與其他空間相連的部分在開口處立有獨立圓柱且有古典式的門罩，門的上端有一個巨大的勳章飾，壁面則為半圓壁柱，內部柱身上段為線條凹槽，下段環繞著勳章飾，並刻有雕花設計。大廳頂部設計為鏤空藻井式圓頂，地板則保留過去的維多利亞拼花地磚地坪。。除了圓頂之外，建築物屋頂的其他部分則採用兩段式的斜面構成的馬薩式屋頂，屋瓦則為魚鱗形式，且屋頂上還開有牛眼窗。而在主入口和次入口之間的屋身，每兩個圓拱窗之間便開有一個方窗，而窗框都有經凹凸的隅石處理，並在上方中央以拱心石裝飾:135。此外在圓拱窗上方的屋簷部分還有瓶狀假欄杆的裝飾，使外觀更富變化:135，此外立面也設有圓拱與平拱等裝飾。
位於西測的次要入口為過去洽公和開庭民眾所專用，其古典式門廊也有與主入口佈局相似的八根柱，但柱子未有和主入口一樣的裝飾，其山牆形式亦較簡單:135。而此處門廳上原建有高塔，與主入口圓頂形成一高一低的不對稱平衡，但高塔現已因牆壁龜裂而在1969年時拆除，因欠缺復原資料與原設計圖佚失，使得高塔在修復計畫並未有重建，並在原高塔所在區域建立公共藝術「天塔」延續建築物過去脈絡的歷史。

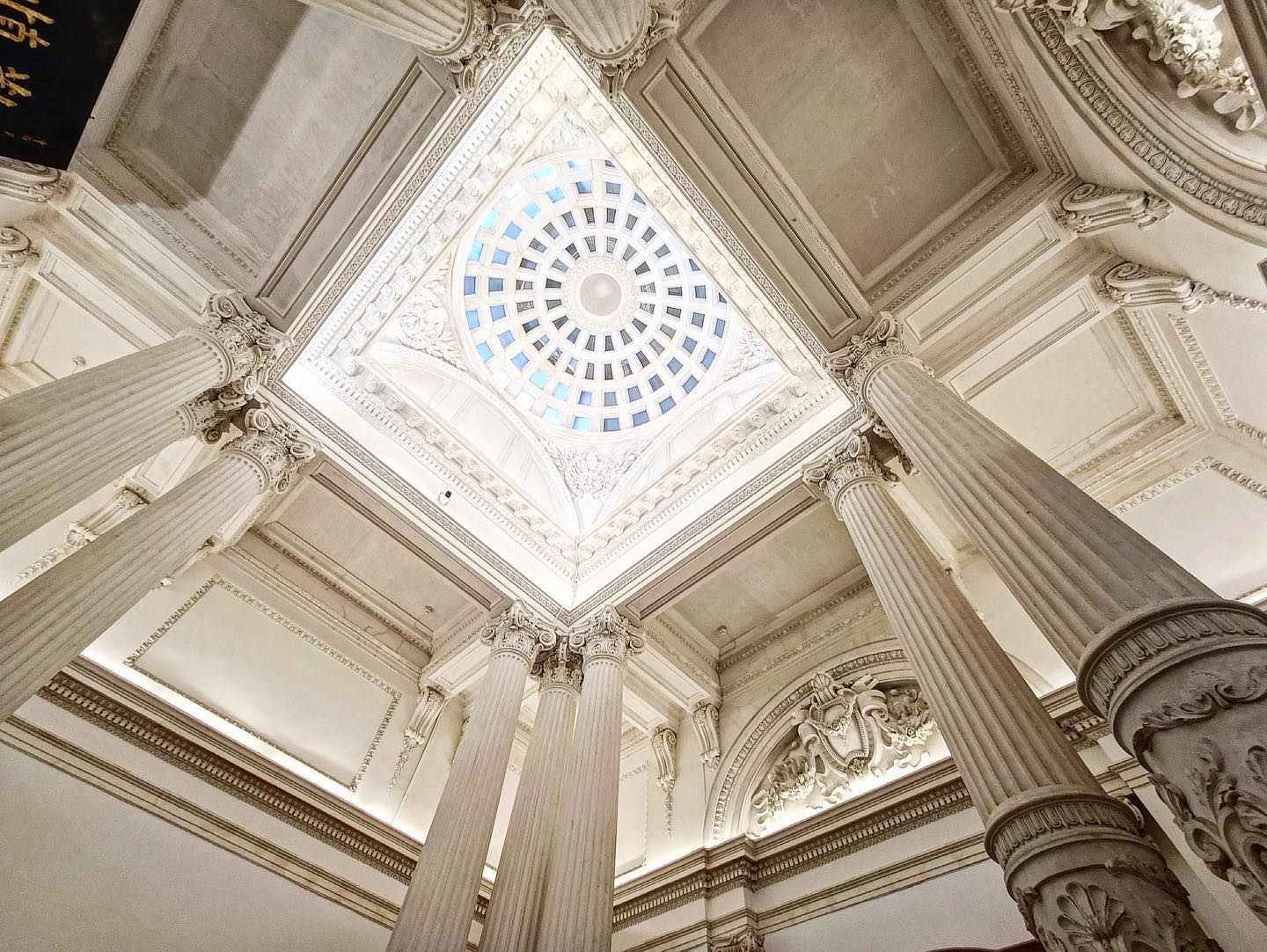
臺南地方法院大廳，鏤空藻井式圓頂為特色。
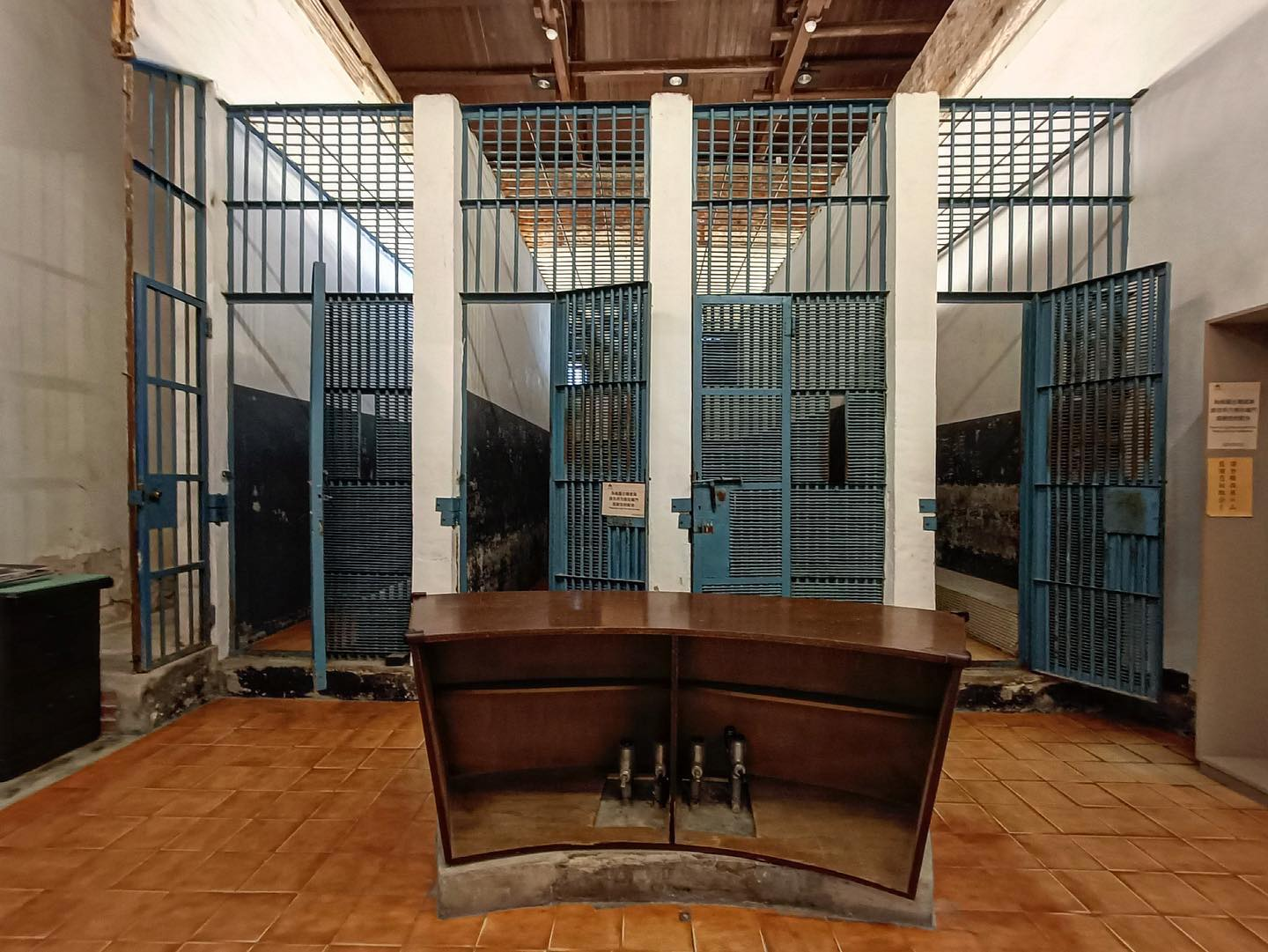
拘留室
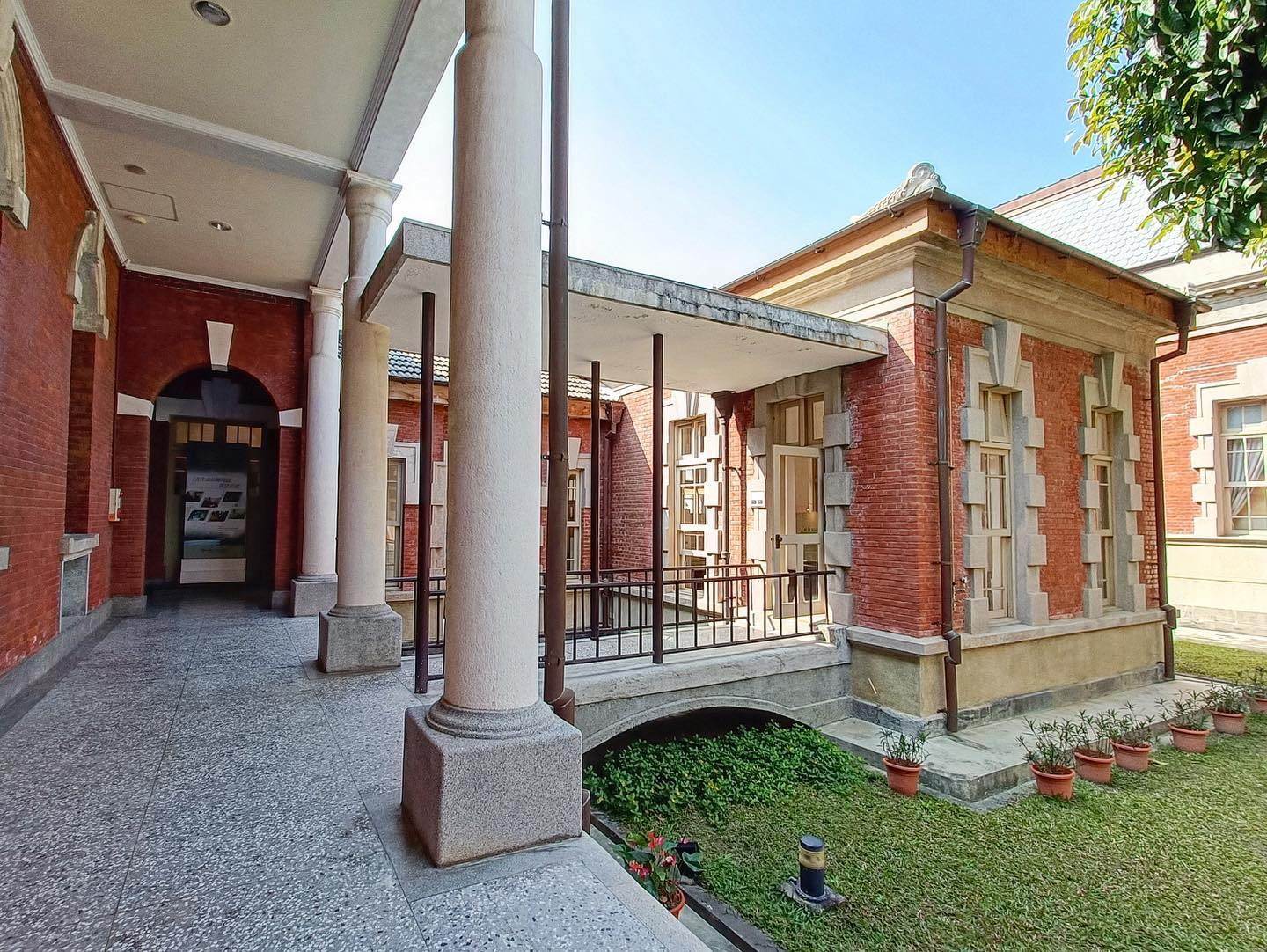
第一法院入口
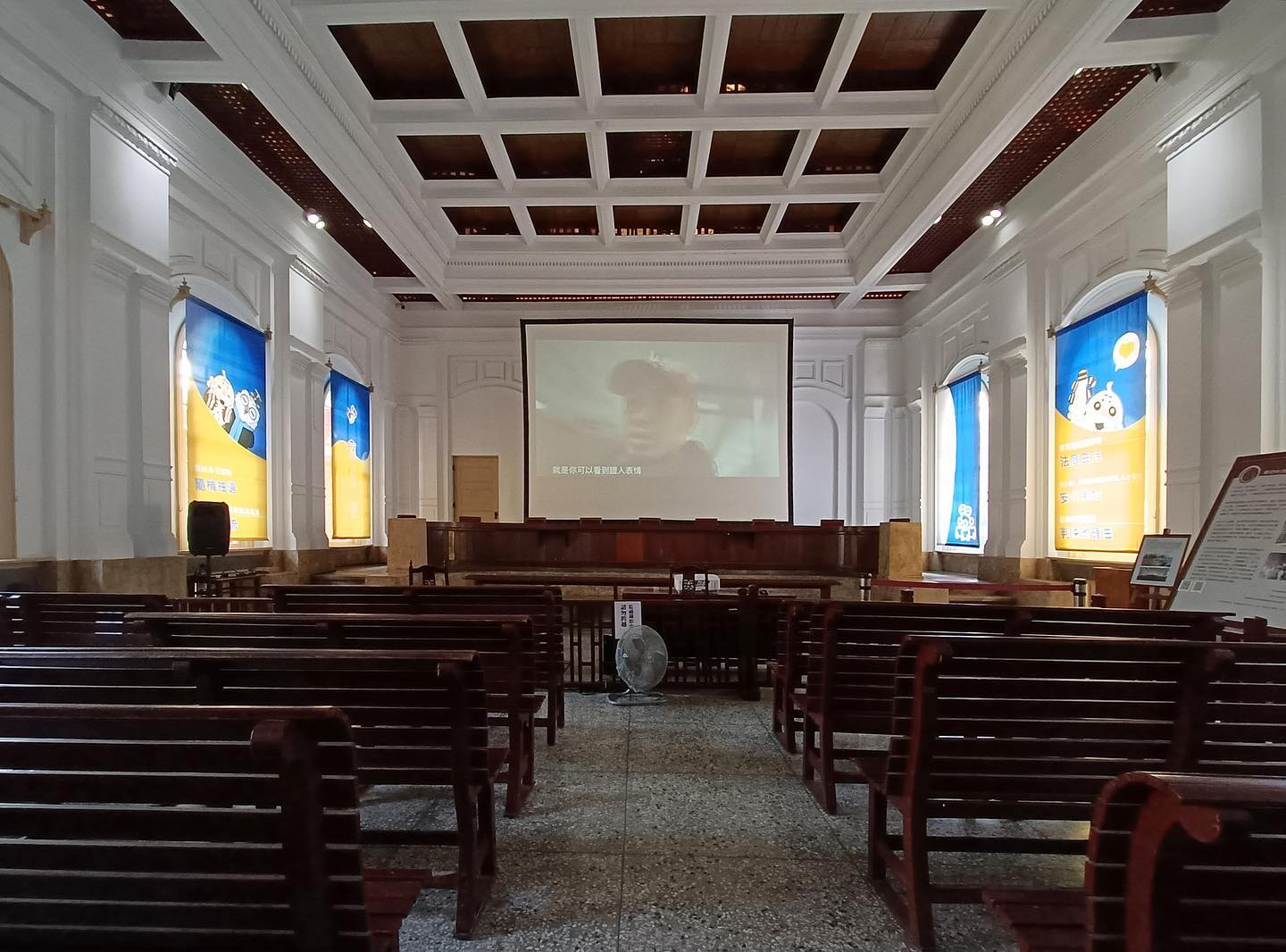
第三法庭，西來庵事件的審判地點

原臺南地方法院內部共有規劃大廳、庫房、奉安所、扣留室、法務辦公區、法庭區等配置，各大區域以以廊道聯繫，中央走廊設有有四座採光井，使陽光可從屋頂天窗藉由玻璃折射光源至室內之作用，庫房則為是放置法院重要物件的區域，因防盜因素，該房間壁體設計厚達約75公分。
御真影奉安所過去曾作為供奉天皇與皇后、天皇頒布的教育文件《教育敕語》的場所，具有會議室功能，戰後曾作為地檢署倉庫使用，後被磚牆給封住的，直到近年修復計畫對照新舊平面圖後才確認實有此一空間，現作為放映多媒體室使用，拘留室主要是讓犯人或嫌疑犯至法院應訊暫時等候的地方，共設有四間長型的小房間。此外建築所在地過去為馬兵營遺址，在考古試掘曾出土的青花瓷碗盤、硬陶容器、火爐等物件，另還保有防空洞，外觀以假山造景掩飾。近年也曾在附近發現萬壽宮的石碑、石鼓和柱礎等部分構件。

## 外部連結
- 國定古蹟臺南地方法院(司法博物館)─官方網站 （页面存档备份，存于）
- 文化部文化資產局─台南地方法院 （页面存档备份，存于）
- 臺南市文化資產管理處─台南地方法院 （页面存档备份，存于）
- 司法博物館(原台南地方法院 )─台南旅遊網 （页面存档备份，存于）
- 國定古蹟環景導覽- 台南地方法院 （页面存档备份，存于）